# Этюд для автопортрета — триптих
«Этюд для автопортрета — триптих» (англ. Study for a Self-Portrait—Triptych, 1985–86) — триптих британского художника ирландского происхождения Фрэнсиса Бэкона, созданный в 1985—1986 годах. Он представляет собой жестокое и честное исследование влияния возраста и времени на человеческое тело и дух, триптих был написан после смерти многих его близких друзей.
Триптих традиционно причисляется к шедеврам и одной из самых личных работ Бэкона, но в то же время он относится к его наименее экспериментальным и к более простым картинам. Бэкон считал, что усталость от старости и трудности славы заставляют его ценить простоту как собственную добродетель, чувство, которое он пытался передать в своей работе.
«Этюд для автопортрета — триптих» — единственный автопортрет в полный рост Бэкона, который был описан искусствоведом Дэвидом Сильвестром как «величественный, суровый, аскетичный».

## Описание
Картина построена из очень ровных и гладких мазков кисти, с использованием преимущественно коричневого, кремового, белого и чёрного цветов, за исключением пространства вокруг лица. Бэкон чувствует себя неловко на каждой из трёх панелей, сидя со скрещенными ногами, обхватив руками колени, хотя в центральной части одна его рука покоится на подлокотнике кресла. Картина писалась с фотографий, Бэкон никогда не использовал зеркало для этих работ, утверждая, что он ненавидел вид своего собственного лица, особенно вблизи, и с возрастом эта неприязнь увеличивалась. Это чувство нашло отражение и в работе «Этюд для автопортрета — триптих»: в левой и центральной панелях большая часть его головы распалась или отсутствует. Он объяснял Сильвестру, что он продолжал рисовать себя, потому что у него не осталось других людей для изображения.

## Тематика
Несколько ближайших друзей Бэкона умерли за несколько лет до того, как он начал писать «Этюд для автопортрета — триптих», и их утрата очевидна в печальной, скорбной атмосфере триптиха. В 1979 году умерла Мюриэл Белчер, владелица паба «Колони» в лондонском квартале Сохо, а в 1981 году умерла младшая сестра Бэкона Уинифред. В 1970-х годах он также потерял множество своих друзей, в том числе своего давнего любовника Джорджа Дайера. В интервью Сильвестру в начале 1980-х годов Бэкон признался, что его друзья умирали вокруг него как мухи, и ему некого было рисовать, кроме себя.
Формально «Этюд для автопортрета — триптих» отходит от привычного стиля Бэкона, но во многом его можно рассматривать как продолжение темы, исследуемой художником в начале 1970-х годов в серии «Чёрных триптихов». По сравнению с другими его работами в этом триптихе соблюдается более точная симметрия, фигуры размещаются более централизованно. В предыдущих триптихах фигуры обычно располагались неравномерно, как правило, немного к краю, чтобы нервировать зрителя. Три панели триптиха 1985—1986 годов обладают прохладной светло-коричневой поверхностью, в то же время фигуры необычно уменьшены в размерах. До этого головы на его работах характеризовались широкими, почти бессмысленными мазками кисти, были даже случаи, особенно в его портретах середины 1960-х годов Люсьена Фрейда, где вся голова была изображена лишь одним штрихом. В триптихе 1985 года он отказывается от этого подхода, создавая автопортреты из плотных и очень тонких мазков кисти. Вместо этого Бэкон решает сосредоточиться на распаде: черепа забрызганы кровью, из них вылетают кости и кровь.
«Этюд для автопортрета — триптих» продолжает живописный мотив, присущий Бэкону с начала его творческой карьеры: пространственно однородный и простой фон (хотя задняя линия изогнута в центре панелей — приём, как правило, используемый в поздних работах художника). Здесь фигуры удерживаются вместе парами вертикальных штор на фоне каждой рамы. В отличие от большинства работ Бэкона этот фон служит отсылкой к современному искусству, к «Голосу» Барнетта Ньюмана (1950), в то же время элегантность его фигур перекликается с «Музыкой» Анри Матисса.
В то время как более ранние работы Бэкона часто скрывали фигуры за завесами или с помощью других скрывающих приёмов, в триптихе 1985—1986 годов нет ничего скрытого. К середине творческой карьеры художника портреты его друзей были сведены к широким мазкам кисти, нанесённых с почти пьяным развязностью, но в этой работе портрет точен и уменьшен. В этом отношении триптих можно оценить как отступление художника в ту почти академическую утонченность, против которой он когда-то восставал.